# سهل كوسوفو

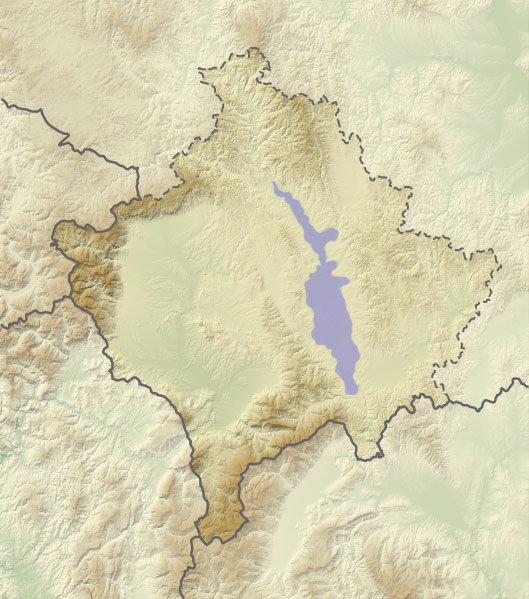
موقع السهل في خريطة كوسوفو الحالية.

سهل كوسوڤو أو سهل قوصوه بالكتابة العثمانية (بالتركية: Kosova Ovası)‏، (بالصربية: Косово поље)‏، (بالألبانية: Fusha e Kosovës)‏، (بالألمانية: Amselfeld)‏، (بالمجرية: Rigómező)‏ ويُسمى أيضا صحراء قوصوه في بعض المصادر العُثمانية، هو سهل مشهُور يقع في الجزء الأوسط من كوسوڤو الحالية. يُعرف السهل أكثر كونه كان ميدان معركة قوصوه التي دارت سنة 1389م بين الجيش العُثماني والجيش الصربي،  كما وقعت فيه أيضا معركة كوسوڤو الثانية عام 1448م بين العُثمانيين وائتلاف جيوش صليبية تقوده مملكة المجر والأفلاق، وانتصر العُثمانيون في المعركتين نصراً حاسماً.